# Frankie Amaya
Frankie Amaya, né le 26 septembre 2000 à Santa Ana, en Californie aux États-Unis, est un joueur américain de soccer. Il joue au poste de milieu offensif au Deportivo Toluca.

## Biographie

### FC Cincinnati
En janvier 2019, Frankie Amaya rejoint le FC Cincinnati. 
Il joue son premier match en Major League Soccer le 31 mars 2019, en entrant en jeu lors de la défaite de son équipe face au Union de Philadelphie (0-2).
Amaya inscrit son premier et unique but pour le FC Cincinnati le 16 juillet 2020, contre l'Atlanta United. Il donne la victoire à son équipe en étant l'unique buteur de la rencontre.

### Red Bulls de New York
Le 20 avril 2021, après la première semaine d'activités dans la Major League Soccer, il est transféré aux Red Bulls de New York pour un montant de 950 000 dollars. Il inscrit son premier but le 8 mai 2021, lors d'une rencontre de championnat face au Toronto FC. Titulaire, il ouvre le score et son équipe l'emporte par deux buts à zéro.

### En sélection nationale
Le 21 mars 2018 Frankie Amaya joue son premier match avec l'équipe des États-Unis des moins de 20 ans lors d'un match amical face à la France. Ce jour-à il entre en jeu à la place de Andrew Carleton et son équipe s'incline sur le score de deux buts à zéro. Avec cette même sélection il est retenu pour participer au championnat de la CONCACAF des moins de 20 ans en 2018. Lors de cette compétition il joue sept matchs. Les jeunes américains remportent la compétition en battant le Mexique en finale.
Le 1er mars 2021, il est retenu dans la pré-liste de trente-et-un joueurs pour le tournoi pré-olympique masculin de la CONCACAF 2020 avec les moins de 23 ans, mais Amaya n'est pas retenu dans la liste finale de vingt joueurs.

## Vie personnelle
Frankie Amaya est né de parents mexicains.

## Palmarès
- Vainqueur du championnat de la CONCACAF des moins de 20 ans en 2018 avec l'équipe des États-Unis des moins de 20 ans